# Chilesaurus
Chilesaurus ("ještěr z Chile") byl rod vývojově primitivního dinosaura, žijícího v období svrchní jury (geol. stupeň tithon, asi před 150 - 145 mil. let) na území dnešní oblasti Aysén v Chile (souvrství Toqui). Jde o prvního dinosaura, vědecky popsaného z tohoto jihoamerického státu.

## Objev
Fosilie byly náhodně objeveny v roce 2004 a později další fragmenty v roce 2008. Dlouho paleontologové nevěděli, že patří k sobě, protože vykazovaly neobvyklou kombinaci anatomických znaků. Dinosaurus byl nakonec týmem paleontologů vědecky popsán v roce 2015. V současnosti známe několik exemplářů tohoto dinosaura, včetně fosilií mláděte. Holotyp nese označení SNGM-1935.

## Popis
Chilesaurus byl zvláštní dinosaurus s relativně krátkou lebkou a štíhlým podlouhlým tělem. Není jasné, čím se přesně živil, pravděpodobná je omnivorie (všežravost). Dospělé exempláře měřily na délku asi 3,2 metru, mládě mělo zhruba poloviční délku. Průměrně velcí jedinci byli dlouzí kolem 2,5 metru a dosahovali hmotnosti zhruba 15 kilogramů. Výzkum ukazuje, že tento dinosaurus měl poměrně netypickou anatomii a držení předních končetin.

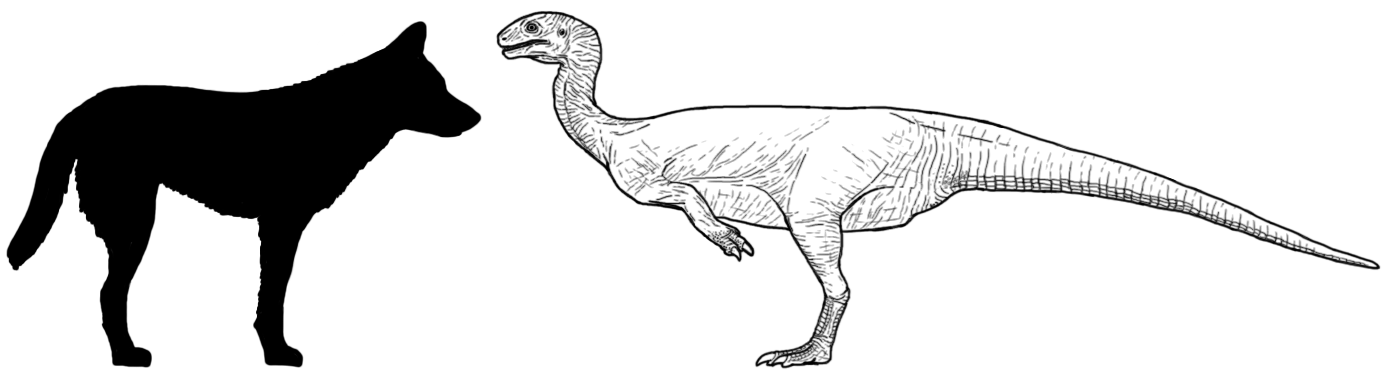
Velikost chilesaura v porovnání se psem

## Klasifikace
Chilesaurus byl původně popsán jako primitivní teropod ze skupiny Tetanurae. Zvláštní však byly jeho smíšené znaky, kterými se zdánlivě řadil k teropodům, sauropodomorfům i ptakopánvým dinosaurům (ornitischianům). V roce 2017 byla proto publikována studie, která jej překvapivě řadí mezi primitivní ptakopánvé dinosaury, přičemž ti tvoří spolu s teropody skupinu Ornithoscelida a jsou si blíže příbuzní navzájem než teropodi se sauropodomorfy (v klasické taxonomii jsou teropodi řazeni spolu se sauropodomorfy mezi plazopánvé dinosaury). Toto zařazení podporuje i další fylogenetická studie z konce roku 2017. Ve fylogenetické analýze vychází Chilesaurus jako bazální (vývojově primitivní) ptakopánvý dinosaurus.
Přesná systematická (fylogenetická) pozice tohoto pozdně jurského dinosaura však zůstává dosud velmi nejistá.